# ایمی گوتمان
ایمی گوتمان (انگلیسی: Amy Gutmann؛ زادهٔ ۱۹ نوامبر ۱۹۴۹) یک سیاست‌مدار اهل ایالات متحده آمریکا است.